# Tor postojowy
Tor postojowy – tor przeznaczony specjalnie do tymczasowego postoju pojazdów kolejowych między dwoma okresami ich eksploatacji.